# 黒歯人
黒歯人（こくしじん）は中国に伝わる伝説上の人種である。古代中国では東方に位置する国に棲んでいたとされる。

## 概説
古代中国の地理書『山海経』の海外東経によると、黒歯国は君子国の北にあり、黒歯人は歯が真っ黒で、米や蛇を食べるという。赤い蛇と青い蛇をかたわらに置いている。
黒歯人たちは古代中国の帝・帝俊の子孫であるという。

## 黒歯人の登場する作品
『鏡花縁』
黒歯国が旅の途中に舞台として登場する。黒歯人の娘・盧紫萱と黎紅薇のふたりがそれぞれ百才女の一人にあてられている。

## 黒歯と日本
黒歯人たちの住む国のある場所が東方に位置するという点から、日本のことを黒歯人たちが示しているという俗説も存在していた（古代中国の地誌に登場する国などのうち、東方に位置する、という情報から日本の異称であるとの説がかたられる国は黒歯以外にも「扶桑」など複数存在する）。しかし、それはお歯黒の風習から想像されただけのものであり井沢蟠竜は『広益俗説弁』のなかでそれらは無根拠なことであると否定している。